# مقبرة 50
المقبرة رقم 50 و المعروفة علمياً بالرمز KV50 هي مقبرة مصرية قديمة تقع في وادي الملوك في مصر. احتوت على مقبرة لمومياء كلب وقرد محنط، ومن المحتمل أنها مرتبطة بمقبرة أمنحتب الثاني المجاورة (مقبرة 35).
مؤخراً (في شتاء 2009-2010) أجرى فريق من المجلس الأعلى للآثار (SCA) حفريات في هذه المنطقة محاولين نقل المقابر KV50، KV51 ، KV52 و KV53 وكشف ذلك عن فخار مزخرف أزرق اللون من الأسرة الثامنة عشرة وأدوات وشقف عليها رسوم وكتابات هيراطيقية شملت:
- رسم لملكة جالسة تقدم قربانًا
- تصوير لمشاهد جنسية مع امرأة وحيوانات
- خراطيش لرمسيس الثاني.

## روابط خارجية
- مشروع رسم خرائط طيبة: KV50 - يتضمن خرائط تفصيلية لمعظم المقابر.